# عبد الغني عبد الغفور
عبد الغني عبد الغفور فليح آل مدلج العاني سياسي عراقي سابق ووزير سابق للأوقاف ووزيرللثقافة والاعلام وقيادي في حزب البعث العراقي.

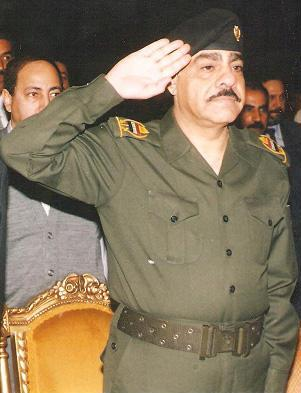

## حياته السياسية
انتمى إلى حزب البعث العربي الاشتراكي عام 1958 وبعد انقلاب 17 يوليو - تموز عام 1968 تقلد العديد من المناصب الحكومية والسياسية والحزبية منها
- مدير اذاعة صوت الجماهير (1969)
- مدير عام الثقافة الجماهيرية في وزارة الاعلام العراقية (1975)
- في عام 1976 عين مديرا عاما للامانة العامة للقيادة القومية لحزب البعث العربي الاشتراكي
- وكيل وزارة الشباب (1977)
- وزيرا للاوقاف والشؤون الدينية (1981)
- في عام 1982 - 2001 أصبح عضوا في القيادة القطرية لحزب البعث في العراق وبموجب ذلك تسلم مسئولية العديد من المكاتب الحزبية منها مسؤول المكتب المركزي للمنظمات المهنية والشعبية ومسئول مكتب العلاقات الخارجية وسكرتير الجبهة الوطنية والقومية التقدمية
- أصبح وزيرا للثقافة والاعلام (1996)
- عضو مجلس قيادة الثورة حتى 2001.

## الحياة الشخصية
تزوج من عائلة ال بحر وهم أبناء عمه الحسنيين، له من الأولاد خمسة وكلهم ذكور وهم: أكبرهم عادل عبد الغني عبد الغفور.

## اعتقاله ومحاكمته
- اعتقل بعد الغزو الأمريكي للعراق في مارس 2003، وأودع في معتقل كروبر الأمريكي قرب مطار بغداد.
- احيل إلى المحكمة الجنائية العراقية العليا التي حكمت عليه بحكمي اعدام ومدى الحياة [4] [5] [6]
- سلم إلى السلطات العراقية 2008 واودع في سجن الكاظمية
- نقل في عام 2012 إلى سجن الناصرية مع المسؤولين العراقيين السابقين.

ولايزال رهين الاعتقال في السجن ويعاني من الامراض والشيخوخة وهناك جدل حول مصيره.